# Фафнир

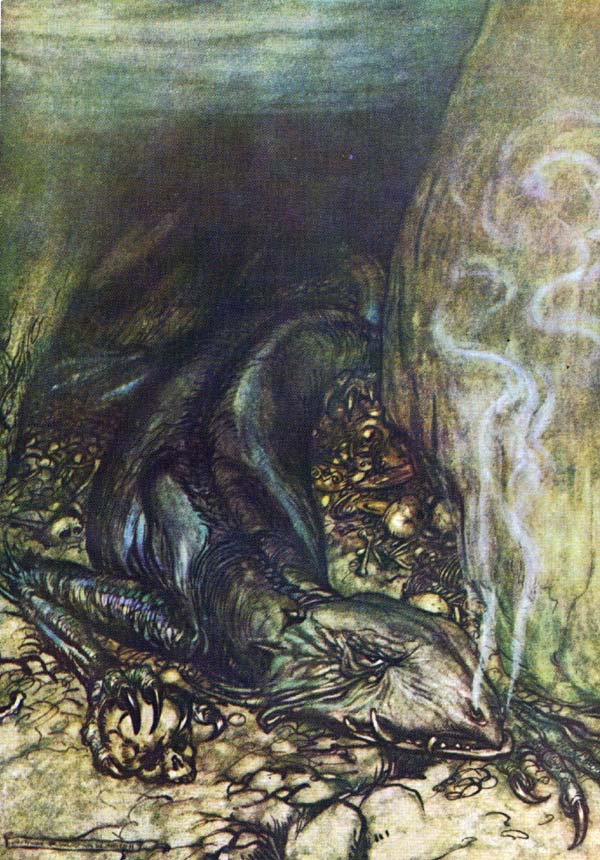
Фафнир в облике дракона, стерегущий золото

Фа́фнир, или Фа́фни (др.-исл. Fáfnir) — персонаж скандинавской мифологии, сын колдуна Хрейдмара, брат Отра и Регина, впоследствии принявший облик дракона. Упоминается в «Старшей Эдде», «Младшей Эдде», «Саге о Вельсунгах», также появляется в тетралогии Рихарда Вагнера «Кольцо Нибелунга». В 2015 году Международный астрономический союз присвоил звезде 42 Дракона наименование в честь данного персонажа скандинавской мифологии.

## История Фафнира
О своём отце Хрейдмаре и его сыновьях Регин рассказал молодому Сигурду (Зигфриду), чтобы принудить его убить своего брата Фафнира. У великого чародея Хрейдмара было три сына: Отр, Фафнир и Регин. Фафнир был «всех больше и свирепее». Однажды Отр плавал в водопаде Андварафорс в образе выдры. Поймав рыбу, он выплыл на берег и стал её есть. В это время его увидел Локи, который путешествовал вместе с Одином и Хениром, и убил его камнем. Затем трое асов попросили ночлега у Хрейдмара. Хрейдмар и его сыновья, узнав об убийстве Отра, схватили и связали асов, предложив им заплатить виру, которая заключалась в том, что они должны были засыпать шкуру Отра золотом снаружи и изнутри. Локи добыл золото у карлика Андвари, который жил в Андварафорсе в образе щуки, и отнял у него кольцо, на которое карлик наложил проклятие. Асы наполнили шкуру выдры изнутри и засыпали её снаружи кроме одного волоска из усов, который Один прикрыл проклятым кольцом. Фафнир и Регин потребовали свою долю выкупа у своего отца, и когда Хрейдмар отказался им что-либо давать, Фафнир пронзил его мечом, когда тот спал; по другой версии, он сделал это вместе с Регином. Регин потребовал, чтобы Фафнир разделил золото с ним поровну, но тот отказался, пригрозив брату смертью. Затем он перенёс всё золото на Гнитахейд-поле, взял меч Хротти, надел Шлем-Страшило и, приняв обличье Змея, улёгся на золоте.

## Убийство Фафнира
Регин, ставший воспитателем молодого Сигурда, стал подговаривать его убить Фафнира и забрать золото. Для борьбы с Фафниром он выковал Сигурду меч Грам. Регин посоветовал герою выкопать яму, чтобы, когда дракон будет ползти на водопой, поразить его снизу. Он надеялся, что Фафнир будет убит Сигурдом, но и Сигурд утонет в крови Змея, и тогда все золото достанется ему. Тогда Сигурду явился некий старец и посоветовал герою выкопать ещё одно углубление для крови. Когда Фафнир, брызгая ядом, проползал над ямой, Сигурд вонзил Змею меч под левую ключицу по самую рукоять. Смертельно раненный Фафнир спросил имя своего убийцы. Сигурд поначалу скрыл его, но затем открылся.
Фафнир предсказал Сигурду смерть, если он возьмёт клад:
«Золото звонкое
Клад огнекрасный
Погубит тебя»,
и предостерёг его о замысле Регина, который хотел убить героя. Подошедший после Регин вырезал мечом Ридилем сердце дракона. Сердце Фафнира, как оказалось, обладало чудесными свойствами: съев его, Сигурд стал понимать язык зверей и птиц.

## Внешний вид
Регин, подговаривая Сигурда на убийство Фафнира, говорит, что «рост его — как у степных Змеев, и больше о нём говорят, чем есть на деле». Придя на Гнитахейд-поле, к логову дракона, Сигурд видит, что тот намного больше, чем ему рассказывал Регин:
«Тогда молвил Сигурд:
„Сказал ты, Регин, что дракон этот не больше степного Змея, а мне сдаётся, что следы у него огромные“».
Камень у воды, на котором обычно лежал Фафнир, был в длину тридцать локтей. Когда он полз на водопой, из его пасти брызгал яд. Сражённый Сигурдом, он «стал бить головой и хвостом, дробя всё, что под удар попадало».

## Фафнир в германском эпосе
Драконоборчество Зигфрида присутствует и в германских сказаниях. В «Песни о Нибелунгах» упоминается о битве с драконом, хотя имя Фафнира не называется:
«Могу я (Хаген — авт.) и другое порассказать о нём.
Он страшного дракона убил своим мечом,
В крови его омылся и весь ороговел.
С тех пор чем ни рази его, он остаётся цел».
В позднесредневековой (XVI век) «Чудеснейшей повести о роговом Зигфриде», где фольклорные сказания о Зигфриде переработаны в духе рыцарского романа, рассказывается о борьбе Зигфрида с драконом, похитившим красавицу Флоригунду (Кримхильду). Причём дракон этот является человеком, принявшим обличье дракона (как и Фафнир) — дракон говорит похищенной им Флоригунде:
«Тебе незачем так сокрушаться, а тем более стыдиться меня, ибо через пять лет, считая от сегодняшнего дня, я вновь стану человеком, так что ты должна провести со мною ещё пять лет и один день…»
Впрочем, в «Чудеснейшей повести о роговом Зигфриде» присутствуют два эпизода борьбы героя с драконом. В первом случае кузнец, у которого Зигфрид находится на воспитании (см. Регин в скандинавском варианте), хочет избавиться от героя и посылает его в лес, где живёт дракон, якобы за углями. Зигфрид, встретившись с драконом, кидает в него дерево, в ветках которого тот запутывается, тогда он собирает змеёнышей дракона и поджигает их вместе с ним. Сало чудовищ растапливается, и Зигфрид окунулся в него, и его кожа ороговела, став непробиваемой.

## Фафнир в культуре

### Фафнир в опере «Кольцо Нибелунга»
Фафнир является персонажем тетралогии Рихарда Вагнера «Кольцо Нибелунга», в прологе «Золото Рейна». Фафнир предстает ётуном, братом Фазольта. Братья получают проклятое кольцо от Вотана, в плату за возведение сказочного замка Валгалла. После этого сбывается проклятие — Фафнир убивает брата и превращается в дракона, охраняющего золото Рейна. Позже его убивает Зигфрид.

### Фафнир в литературе
- Фафниром зовут доброго дракона из ирреального мира в романе Ю. Н. Вознесенской «Путь Кассандры, или Приключения с макаронами».
- В серии романов С. Лукьяненко «Ночной дозор», в книге «Дневной дозор», Фафнир описывается как великий тёмный маг прошлого, убитый Сигурдом в его сумеречном облике дракона.
- В комиксе «Локи — Агент Асгарда» Фафнир представлен героем одной из глав.
- Старшая Эдда. М. 1983.
- Младшая Эдда. Л. 1952.

### Фафнир в фильмах
- «Кольцо Нибелунгов» — фильм 2004 года, снятый по мотивам «Песни о Нибелунгах». Фафнир появляется в первой части фильма как дракон.
- «Дракорничная госпожи Кобаяси» — манга и аниме, одним из персонажей которых является Фафнир. Встречается как в драконьем, так и человеческом обликах[13].
- «Fate/Apocrypha» — аниме, в Фафнира превращается один из героев, получивший сердце Зигфрида.

### Фафнир в играх
- Поиск и освобождение драконов Регина, Отра и Фафнира — серия побочных заданий в игре God of War (2018).
- В Heroine's Quest: The Herald of Ragnarok Фафнир появляется в виде свартальва, который при определённых условиях превращается в линдворма (разновидность дракона).
- В игре Heroes of Might and Magic IV есть чит-код «fafnir», который добавляет в армию черных драконов.
- В игре Magicka одним из боссов является Фафнир, он также обучает главного героя/героев новому заклинанию.
- В онлайн-экшене War Robots Фафниром называется летающий робот четвёртого тира.
- В игре MOBA жанра SMITE Фафнир является игровым персонажем.
- В игре Хроники Хаоса Фафнир — герой поддержки, усиливающий и защищающий своих союзников в течение всего боя.
- В игре Titan Quest Фафнир является одним из уникальных боссов в дополнении Ragnarök на сложности легенда.